# Defaka
El defaka (o afakani) és una llengua que està a punt d'extingir-se que es parla al sud de Nigèria, a la ciutat Nkoro, que està al delta del riu Níger, a la LGA d'Opobo-Nkoro, a l'estat de Rivers.
El defaka és una llengua independent de la família lingüística de les llengües ijoid. A banda d'aquesta, en les llengües ijoid també hi ha el grup lingüístic de les llengües ijo, que també es parlen a Nigèria. Aquesta classificació, però, ha resultat problemàtica i Blench (2012) proposa que el Defaka és una llengua d'una branca aïllada de les llengües nigerocongoleses que té influències de les llengües ijo.

## Ús de la llengua
El defaka és una llengua que s'està morint (8b), ja que només hi ha parlants fluents ancians i no s'ha transmès a les noves generacions; per això no es pot restaurar de manera natural i necessita ajuda. Segons l'ethnologue, el 2001 hi havia només 200 parlants de defaka. Els seus parlants passen a parlar nkoroo com a primera llengua o igbo, que és la llengua de comerç de la regió.

## Població i religió
El 35% dels 1700 defakes són cristians; d'aquests, el 60% pertanyen a esglésies cristianes independents i el 40% són protestants. El 65% dels defakes restants creuen en religions tradicionals africanes.
A nivell ètnic, els defakes són diferents dels nkoroos ot i que han estat assimilats per aquests últims fins al punt que la seva llengua particular sigui l'únic que els diferenciï.

## Classificació lingüística
El defaka té moltes semblances lèxiques amb l'ijo, algunes correspondències sonores i algunes semblances gramaticals amb el proto-ijo. Algunes d'aquestes semblances poden ser atribuïdes al seu veïnatge (ja que els defakes i els pobles ijos estan en contacte des de fa més de 300 anys), tot i que en alguns moments s'ha considerat que les semblances eren genètiques. Alguns dels factors que ha fet pensar en això és que són llengües subjecte-objecte-verb, cosa que és extremadament rar en les llengües nigerocongoleses i que totes aquestes llengües tenen un sistema de gènere (gramàtica) especial entre el masculí, el femení i una tercera persona del singular neutre que també és molt rar en aquesta família lingüística.

## Fonologia
Tota la fonologia és la mateixa que la de l'Nkọrọọ, potser perquè tots els defakes són bilingües amb aquesta llengua.

### To
El defaka té dos tons, l'alt i el baix. Hi ha contorns de to alt-baix i baix-alt en les vocals llargues i diftongs que pot fer semblar que hi hagi un to mitjà.

### Vocals
Tant en el defaka com en l'Nkọrọọ es troba l'harmonia vocàlica de les llengües ijoids. Tenen set vocals orals, /i ɪ e a ɔ o u/, tot i que /e/ i /ɔ/ no són comuns i cinc vocals nasals, /ĩ ẽ ã õ ũ/. Les vocals llargues són el doble que les curtes.

### Consonants
|                           | Labial | Alveolar | Postalveolar ~ palatal | Velar | Labial velar |
| ------------------------- | ------ | -------- | ---------------------- | ----- | ------------ |
| Nasal                     | m      | n        |                        | (ŋ)   | (ŋ͡m)         |
| Implosive                 | ɓ      |          |                        |       |              |
| Plosive                   | p b    | t d      |                        | k ɡ   | k͡p ɡ͡b        |
| Affricate                 |        |          | d͡ʒ ~ z                 |       |              |
| Fricative                 | f v    | s ~ ʃ    |                        |       |              |
| Lateral approximant       |        | l        |                        |       |              |
| Tap ~ central approximant |        | ɾ ~ ɹ    | j                      |       | w            |